# Sisymbrium aculeolatum
Sisymbrium aculeolatum là một loài thực vật có hoa trong họ Cải. Loài này được Boiss. miêu tả khoa học đầu tiên năm 1842.